# Tour Azerbaïdjan
La Tour Azerbaïdjan (en azéri : Azərbaycan Qülləsi, en anglais : Azerbaijan Tower) est un projet de gratte-ciel de plus de mille mètres de haut aux îles Khazar, un archipel artificiel prévu près de Bakou, en Azerbaïdjan.
L'importante hauteur de la tour lui permettrait de devenir le plus haut bâtiment du monde, surpassant le Burj Khalifa et la Jeddah Tower. Sa construction n'a pas commencé alors que le projet des îles Khazar a été suspendus notamment pour des problèmes de financement.